# La Banda Gorda

La Banda Gorda es una agrupación musical de merengue originaria de la República Dominicana, fundada en 1994 por el saxofonista y arreglista dominicano José Virgilio Peña Suazo. Conocida por su estilo enérgico, letras populares y una base instrumental robusta, ha sido una de las bandas más representativas del merengue desde su lanzamiento hasta las últimas décadas recientes.

## Historia
Tras haber trabajado como músico y arreglista para otras agrupaciones importantes del país, como la Banda Blanca de Honduras y La Artillería, Peña Suazo decidió formar su propio proyecto musical. En 1994 fundó La Banda Gorda, estableciéndose rápidamente en la escena local gracias a su sonido potente y su presencia escénica.
El grupo debutó con el álbum Libre al Fin, que incluyó temas como “A Dormir Juntitos” y “No Me Dejes Solo”, logrando una buena acogida en emisoras de radio dominicanas. Su éxito creció con discos posteriores, consolidando a La Banda Gorda como una referencia dentro del merengue moderno.
Durante los años 90 y 2000, la banda alcanzó notoriedad en el extranjero, especialmente en comunidades dominicanas en Estados Unidos y en plazas musicales del Caribe. Su repertorio ha incluido temas festivos, románticos y de contenido social, lo que ha permitido una conexión amplia con diversos públicos.

## Estilo musical e influencia
La Banda Gorda se distingue por un estilo de merengue enérgico, estructurado sobre arreglos orquestales precisos y un sonido de metales particularmente potente. Su propuesta responde a una línea evolutiva del merengue tradicional, combinando elementos del llamado “merengue de calle” con la estética más elaborada de las big bands tropicales. La percusión, con un ritmo rápido y constante, funciona como columna vertebral de la banda, mientras que los metales aportan fuerza y dinamismo a cada interpretación.
El grupo ha incorporado influencias que van más allá del merengue clásico. En diversas etapas de su discografía se perciben matices de otros géneros caribeños como la salsa, el son y, en menor medida, el reggae. Asimismo, ciertas canciones revelan guiños al pop latino y a la balada tropical, sin perder el carácter bailable que identifica su propuesta musical. Esta capacidad de adaptación ha contribuido a mantener su vigencia en distintos momentos de la industria.
Uno de los elementos más reconocibles del sonido de La Banda Gorda es la interpretación vocal de su líder, José Peña Suazo. Su estilo se caracteriza por un fraseo directo, enérgico y coloquial, con letras que suelen apelar al humor, la cotidianidad y el doble sentido popular. La voz de Peña Suazo no solo lidera las canciones, sino que también marca el ritmo escénico de las presentaciones, conectando con el público a través de expresiones y gestos muy propios del folklore urbano dominicano.
Las influencias musicales de la banda reflejan tanto la herencia de agrupaciones clásicas como Los Hermanos Rosario y Wilfrido Vargas, como también la sensibilidad de músicos de formación académica y popular. Esta combinación ha dado lugar a una propuesta que se nutre de la tradición del merengue, pero que también ha buscado renovarse constantemente para dialogar con las nuevas generaciones de oyentes.

## Discografía
La discografía de La Banda Gorda refleja una producción constante y diversa desde su debut con Libre al fin (1994), marcando el inicio de una carrera sólida en el merengue.
- Libre al fin (1994)
- Durísimo (1995)
- Tú muere aquí (1996)
- Por el mismo camino...Durísimo (1997)
- Calienta esto (1998)
- Aquí, pero allá (1999)
- Evolución - Álbum (1999)
- Esta noche - Álbum (2000)
- Melao - Álbum (2002)
- Puro mambo (2004)
- Sueña (2004)
- The number one (2008)
- Ironía (2008)
- Esto se baila así (2011)

## Reconocimientos
La Banda Gorda ha recibido reconocimientos en premiaciones nacionales como los Premios Soberano (antiguamente Premios Casandra), siendo nominada y galardonada en distintas categorías relacionadas con el merengue. También ha sido invitada a festivales internacionales.